# Ніколаус Беньямин Ріхтер
Ніколаус Беньямін Ріхтер (нім. Nikolaus Benjamin Richter; 5 лютого 1910 — 26 листопада 1980) — німецький астроном.

## Біографія
Народився в Нейштедтеле (нині — Нове Мястечко, Польща). У 1929—1935 навчався в Геттінгенському та Лейпцизькому університетах. У 1935—1945 був асистентом в Бабельсберзькій обсерваторії, в 1946—1947 працював у Берлінському університеті, у 1947—1960 — в Зоннеберзькій обсерваторії. З 1960 очолював Таутенбурзьку обсерваторію імені К. Шварцшильда (з 1965 — професор).
Основні праці в області фізики комет і позагалактичній астрономії. Розвинув і застосував метод еквіденсит для вивчення структури протяжних небесних об'єктів, зокрема комет. Спільно з В. Хегнер склав ізофотометричний атлас комет (т. 1 1969, т. 2 1979). Досліджував фотометричні властивості пилових частинок різних земних мінералів і порівняв їх з результатами спостережень міжпланетної речовини. Займався статистикою і фотометрією компактних галактик і позагалактичних блакитних об'єктів. Припустив, що багато з цих об'єктів є квазарами; згодом це підтвердилося спостереженнями червоного зсуву ліній у їхніх спектрах.
Автор книг «Статистика і фізика комет» (1954), «Природа комет» (1963).
Член Німецької академії натуралістів «Леопольдина» (1972), очолював в ній секцію астрономії, президент Комісії N 15 «Фізичні дослідження комет» Міжнародного астрономічного союзу (1973—1976).